# Long Beach, California

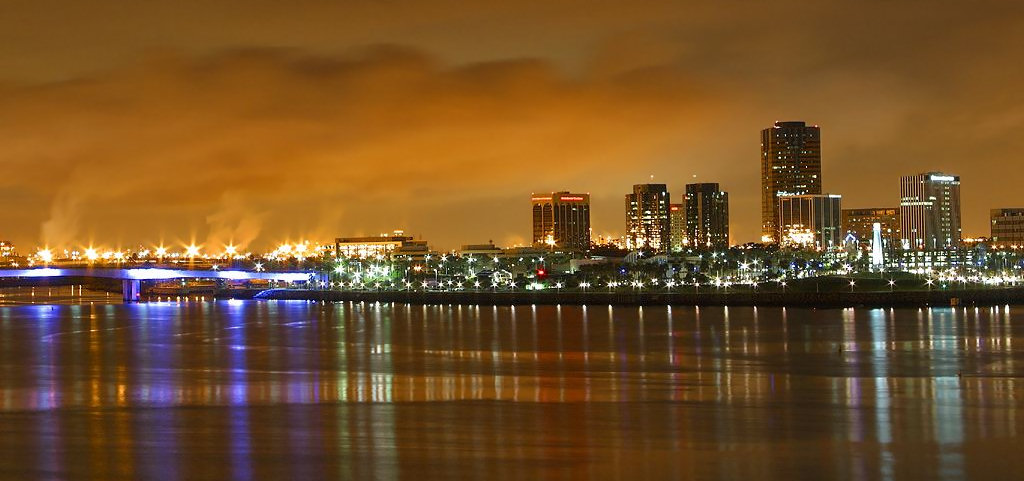
Long Beach về đêm

Long Beach là một thành phố thuộc phía nam Quận Los Angeles, tiểu bang California của Hoa Kỳ, bên bờ Thái Bình Dương. Thành phố này giáp giới Quận Cam về phía đông nam, cách trung tâm Los Angeles 30 km về phía nam. Dân số năm 2006 là 490.166 người  Lưu trữ ngày 22 tháng 10 năm 2005 tại Wayback Machine. 
Theo USA Today's Diversity Index, Long Beach là thành phố lớn đa dạng về mặt chủng tộc nhất ở Hoa Kỳ năm 2000.. Lấy ví dụ, Long Beach có dân Mỹ gốc Campuchia đông thứ 2 bên ngoài châu Á (sau Paris) và khu vực dọc theo phố Anaheim đôi lúc được gọi là "Little Phnom Penh" (Phnom Pênh Nhỏ). Có một số đáng kể dân gốc México, El Salvador và Trung Phi, Philippines, Việt kiều và các dân tộc châu Á khác. Thành phố này cũng có một lượng dân đồng tính đáng kể. Nơi đây cũng là cảng nhập hàng từ Trung Quốc lớn nhất Hoa Kỳ.